# Wielki Łan
Wielki Łan – kolonia wsi Wołoskowola w Polsce, położona w województwie lubelskim, w powiecie włodawskim, w gminie Stary Brus.
W latach 1975–1998 Wielki Łan administracyjnie należał do województwa chełmskiego.